# フーフトクラッセ (サッカー)
フーフトクラッセ（オランダ語: Hoofdklasse, (オランダ語発音: [ˈɦoːftklɑsə])）は、オランダのサッカーリーグ。デルデ・ディヴィジに次ぐ国内第5のリーグであり、アマチュアとして第2のリーグである。ホーフトクラッセとも呼ばれる。

## 概要
リーグはザーテルダフ（土曜日）とゾンダフ（日曜日）の2つのセクションに分かれている。この分類は、オランダ社会の柱状化（オランダ語: verzuiling, 英語: pillarisation）というシステムによるものであり、簡略に言えば宗教の違いによるものである。
つまり、日曜日を安息日としているため日曜日にはプレーできないプロテスタントのクラブをサタデークラブ、主にカトリックや労働階級者のクラブなど日曜日にプレーするクラブをサンデークラブと呼んだ。1960年代と1970年代に柱状化が終了したが、現在でもこの当時のグループ分けをそのまま踏襲している。サタデー・フーフトクラッセとサンデー・フーフトクラッセは、2016-17シーズンからそれぞれ2つのリーグに分かれている。
- サタデー・フーフトクラッセAと、サンデー・フーフトクラッセAのクラブは、オランダの中央部、北部、西部
- サタデー・フーフトクラッセBと、サンデー・フーフトクラッセBのクラブは、オランダの中央部、東部、南部

2015年までは、サタデーA、B、Cの優勝チーム同士が戦い、サタデーチャンピオンを決定し、同様に決まったサンデーチャンピオンとサタデーチャンピオンがアマチュアチームの頂点をかけて戦っていた。

### 降格・昇格
フーフトクラッセの下位リーグであるエールステ・クラッセへの降格、エールステ・クラッセからフーフトクラッセへの昇格が行われる。しかし、当時のオランダサッカーにおいて、2部（エールステ・ディヴィジ）までがプロで、当リーグより下の階級はアマチュアとそれぞれ棲み分けをしていたことから、上位リーグであるエールステ・ディヴィジ以上のクラスには、ライセンスの申請を行い、付与されない限りは、原則的に昇格はできず、またエールステ・ディヴィジからの降格も原則的に行われなかった。
これは現在のJリーグと同様のシステムだったが、2010-11シーズンより、トップクラッセが設立され、フーフトクラッセからエールステ・ディヴィジへの昇格のチャンスが広がることが決まった（2010年10月放送「FIFAフットボール・ムンディアール」より）。
※但し、Jリーグの事実上下位組織であるジャパンフットボールリーグ→日本フットボールリーグはアマチュアのトップカテゴリーとなっているが、オランダのようなプロ・アマの完全な棲み分けではなく、Jリーグ入りを標榜するクラブについてはJリーグ百年構想クラブ（準会員）の制度があり、JFLで好成績を挙げればJリーグ（1999年-2013年はJ2リーグ、2014年以後はJ3リーグ）昇格の可能性がある。この点がオランダとは一部異なっていた。

## 2020-21シーズン所属クラブ

### サタデーリーグ

#### Aブロック
| クラブ名                                            | ホームタウン                     | ホームスタジアム                                 | 収容人数 |
| --------------------------------------------------- | -------------------------------- | ------------------------------------------------ | -------- |
| RKSVアヒレス'29                                     | フルスベーク                     | スポルトパルク・デ・ハイカント                   | 4,500    |
| アヒレス・フェーン                                  | フェーン                         | スポルトパルク・デ・ハネン・ヴァイデ             | 2,000    |
| SV ARC                                              | アルフェン・アーン・デン・ライン | スポルトパルク・ゼゲルスロート                   | 9,000    |
| vvカーペレ                                          | カーペレ・アーン・デン・アイセル | スポルトパルク・ヘト・スロト                     | 3,000    |
| DOSホラント・スティフツェ・ボーイズ・コンビナーティ | ユトレヒト                       | スポルトパルク・ヴェスレイ・スナイデル           | 2,000    |
| VV DUNO                                             | ドールヴェルト                   | スポルトパルク・デ・ヴァーイエンベルフ           | 1,000    |
| SCフェイエノールト                                  | ロッテルダム                     | スポルトコンプレクス・ファルケノールト           | 1,400    |
| FCス＝フラーヴェンザンデ                            | ス＝フラーヴェンザンデ           | ユリアーナ・スポルトパルク                       | 3,000    |
| CVVデ・ヨダン・ボーイズ                             | ハウダ                           | スポルトパルク・デ・オーステルヴァイ             | 1,500    |
| SVポールトゥガール                                  | ポールトゥガール                 | スポルトパルク・ポルデル・アルプランツヴァールト | 1,500    |
| FCラインフォーゲルス                                | カトウェイク                     | スポルトパルク・コールタイン                     | 1,500    |
| VVライソールト                                      | リッデルケルク                   | スポルトパルク・ライソールト                     | 1,800    |
| VVスヘルペンゼール                                  | スヘルペンゼール                 | スポルトパルク・デ・ブレー＝オスト               | 2,000    |
| VVスミツフーク                                      | バレンドレヒト                   | スポルトパルク・スミツフーク                     | 2,000    |
| VVスパイケニッセ                                    | スパイケニッセ                   | スポルトパルク・ヤープ・リダイク                 | 1,800    |
| VVズヴァルヴェン                                    | フラールディンゲン               | スポルトパルク・ズヴァルヴェンラーン             | 2,750    |

#### Bブロック
| クラブ名                     | ホームタウン                     | ホームスタジアム                     | 収容人数 |
| ---------------------------- | -------------------------------- | ------------------------------------ | -------- |
| AZSV                         | アールテン                       | スポルトパルク・フィレカンプ         | 3,000    |
| VVベルキュム                 | ズヴォレ                         | スポルトパルク・デ・フェフトルスト   | 3,000    |
| VVバイテンポスト             | バイテンポスト                   | スポルトパルク・デ・スヴァッデ       | 1,500    |
| VV DETOトヴェンテラント      | フリゼンヴェーン                 | スポルトパルク・ヘト・ミッデン       | 4,000    |
| asvデ・ダイク                | アムステルダム                   | スポルトパルク・スヘリングヴァウデ   | 1,500    |
| VVエームダイク               | ビュンスホーテン＝スパケンブルフ | スポルトパルク・デ・フィンケン       | 1,500    |
| vvフレヴォ・ボーイズ         | エンメロールト                   | スポルトパルク・エルヴェンボス       | 3,250    |
| SCヘネマイデン               | ヘネマイデン                     | スポルトパルク・デ・ヴェテルリング   | 5,900    |
| HZVV                         | ホーヘフェーン                   | スポルトパルク・ベンティンクスパルク | 5,000    |
| VVノールトスヘスフュト       | ノールトスヘスフュト             | スポルトパルク・デ・メーレヴィケ     | 1,800    |
| ナイケルクセSC               | ナイケルク                       | スポルトパルク・デ・ビュルヒト       | 1,800    |
| オラニエ・ナッサウ・スネーク | スネーク                         | ザイデルスポルトパルク               | 3,150    |
| SDCピュッテン                | ピュッテン                       | スポルトパルク・プッテル・エング     | 4,500    |
| AVVスヴィフト                | アムステルダム                   | スポルトパルク・オリンピアプライン   | 1,500    |
| SVユルク                     | ユルク                           | スポルトパルク・デ・フォルムト       | 4,500    |
| RKAVフォーレンダム           | フォーレンダム                   | KWABO-スタディオン                   | 6,500    |

### サンデーリーグ

#### Aブロック
| クラブ名                                                | ホームタウン                     | ホームスタジアム                             | 収容人数 |
| ------------------------------------------------------- | -------------------------------- | -------------------------------------------- | -------- |
| MVVアルキデス                                           | メッペル                         | スポルトパルク・エージンヘ                   | 5,000    |
| アルフェンセ・ボーイズ                                  | アルフェン・アーン・デン・ライン | スポルトパルク・デ・バイレン                 | 3,200    |
| GSVビー・クイック1887                                   | ハーレン                         | スタディオン・エッセルベルフ                 | 12,000   |
| VVデ・ザウアーヴェン                                    | フローテブルク                   | スポルトパルク・デ・クルト                   | 2,000    |
| VVエメン                                                | エメン                           | スポルトパルク・デ・メールダイク             | 1,700    |
| HBSクライエンハウト                                     | デン・ハーグ                     | スポルトパルク・ダール・エン・ベルフセラーン | 2,600    |
| vvホーヘフェーン                                        | ホーヘフェーン                   | スポルトパルク・ベンティンクスパルク         | 5,000    |
| sv Longa'30                                             | リヒテンヴォールデ               | スポルトパルク・デ・トレッフェル             | 2,300    |
| VPVピュルメルスタイン                                   | ピュルメレント                   | ピュルメルスタイン・スポルトパルク           | 2,500    |
| RKAVV                                                   | ライトスヘンダム                 | スポルトパルク・カステレンリング             | 4,500    |
| RKZVC                                                   | ジウエント                       | スポルトパルク・デ・フレーネ・ヴァイデ       | 1,500    |
| RKVV SDO                                                | ビュッスム                       | スポルトパルク・デ・コイル                   | 1,500    |
| SCシルヴォールデ                                        | シルヴォールデ                   | スポルトパルク・デ・ミュンステルマン         | 1,500    |
| VV SJC                                                  | ノールトヴァイク                 | スポルトパルク・ラーヘヴェフ                 | 3,000    |
| タクディル・ボーイズ・アマル・デープ・コンビナーティ'90 | デン・ハーグ                     | スポルトパルク・デ・フェルリヒティング       | 1,500    |
| RKVVフェルセン                                          | フェルセン                       | スポルトパルク・ドリハイス                   | 1,000    |

#### Bブロック
| クラブ名                                       | ホームタウン                   | ホームスタジアム                       | 収容人数 |
| ---------------------------------------------- | ------------------------------ | -------------------------------------- | -------- |
| SV AWC                                         | ヴァイヘン                     | スポルトパルク・デ・ヴァイヘルト       | 2,000    |
| VVバロニ                                       | ブレダ                         | スポルトパルク・デ・ブラウエ・カイ     | 7,000    |
| エンマ・フンスブルク・コンビナーティ           | フンスブルク                   | スポルトパルク・デ・デム               | 3,000    |
| RKSVハルステレン                               | ハルステレン                   | スポルトパルク・デ・ベーク             | 1,800    |
| イドースFC                                     | ヘンドリク＝イドー＝アンバフト | スポルトパルク・スヒルトマン           | 1,500    |
| VV svユリアーナ'31                             | マルデン                       | スポルトパルク・ブルクランデン         | 1,500    |
| RKSVレオニダス                                 | ロッテルダム                   | スポルトコンプレクス・エラスミュスパト | 3,000    |
| SVメールッセン                                 | メールッセン                   | スポルトパルク・マルサーナ             | 2,000    |
| RKSVミノル                                     | ニュト                         | スポルトパルク・デ・コレンベルフ       | 1,500    |
| VVムルセ・ボーイズ                             | ズュンデルト                   | スポルトパルク・デ・アッケルモレン     | 1,500    |
| RKSVニュエネン                                 | ニュエネン                     | スポルトパルク・アウデ・ランデン       | 1,800    |
| OJCロスマーレン                                | ロスマーレン                   | スポルトパルク・デ・フローテ・ヴィレン | 3,000    |
| SVオリオン                                     | ナイメーヘン                   | スポルトパルク・マリエンボス           | 1,800    |
| TOGB                                           | ベルケル・エン・ローデンライス | スポルトパルク・ヘト・ホーヘ・ラント   | 1,800    |
| UDI'19                                         | ユデン                         | スポルトパルク・パルクズィヒト         | 5,000    |
| フォルハルディング・オリンピア・コンビナーティ | ロッテルダム                   | スポルトパルク・ハーゼラールヴェフ     | 1,000    |

## 歴代優勝クラブ
| シーズン  | サタデーチャンピオン                                                    | サンデーチャンピオン                                        | 全国チャンピオン           |
| --------- | ----------------------------------------------------------------------- | ----------------------------------------------------------- | -------------------------- |
| 1974-75   | スパイケニッセ                                                          | FCエメン                                                    | スパイケニッセ             |
| 1975-76   | アイセルメールフォーゲルス                                              | リンブルヒア                                                | アイセルメールフォーゲルス |
| 1976-77   | アイセルメールフォーゲルス                                              | レーデン                                                    | アイセルメールフォーゲルス |
| 1977-78   | ACV                                                                     | ホーヘフェーン                                              | ACV                        |
| 1978-79   | DOVO                                                                    | Rohdaラールテ                                               | Rohdaラールテ              |
| 1979-80   | ノールトヴァイク                                                        | クセルクセス                                                | ノールトヴァイク           |
| 1980-81   | DOSカンペン                                                             | RKCヴァールヴァイク                                         | RKCヴァールヴァイク        |
| 1981-82   | アイセルメールフォーゲルス                                              | RKCヴァールヴァイク                                         | RKCヴァールヴァイク        |
| 1982-83   | アイセルメールフォーゲルス                                              | DHC                                                         | アイセルメールフォーゲルス |
| 1983-84   | アイセルメールフォーゲルス                                              | ヘルドロプ                                                  | ヘルドロプ                 |
| 1984-85   | スパケンブルフ                                                          | DHC                                                         | スパケンブルフ             |
| 1985-86   | ACV                                                                     | SV TOP                                                      | ACV                        |
| 1986-87   | ACV                                                                     | ヘルドロプ                                                  | ヘルドロプ                 |
| 1987-88   | DOSカンペン                                                             | デ・トレフェルス                                            | DOSカンペン                |
| 1988-89   | ヘールヤンスダム                                                        | RCH                                                         | RCH                        |
| 1989-90   | ラインスブルフセ・ボーイズ                                              | ヘルドロプ                                                  | ヘルドロプ                 |
| 1990-91   | クイック・ボーイズ                                                      | デ・トレフェルス                                            | デ・トレフェルス           |
| 1991-92   | クイック・ボーイズ                                                      | レーデン                                                    | クイック・ボーイズ         |
| 1992-93   | カトヴァイク                                                            | ホラント                                                    | カトヴァイク               |
| 1993-94   | カトヴァイク                                                            | STEVO                                                       | カトヴァイク               |
| 1994-95   | アイセルメールフォーゲルス                                              | ホラント                                                    | アイセルメールフォーゲルス |
| 1995-96   | スヘーヴェニンゲン                                                      | バロニ                                                      | スヘーヴェニンゲン         |
| 1996-97   | VVOG                                                                    | バロニ                                                      | バロニ                     |
| 1997-98   | アイセルメールフォーゲルス                                              | デ・トレフェルス                                            | デ・トレフェルス           |
| 1998-99   | アイセルメールフォーゲルス                                              | HSC'21                                                      | HSC'21                     |
| 1999-2000 | カトヴァイク                                                            | アヒレス1894                                                | カトヴァイク               |
| 2000-01   | リッセ                                                                  | バロニ                                                      | バロニ                     |
| 2001-02   | ハイゼン                                                                | AGOVV                                                       | AGOVV                      |
| 2002-03   | ハイゼン                                                                | テュルキイェムスポル                                        | ハイゼン                   |
| 2003-04   | クイック・ボーイズ                                                      | HSC'21                                                      | クイック・ボーイズ         |
| 2004-05   | ASWH                                                                    | アルゴン                                                    | ASWH                       |
| 2005-06   | アイセルメールフォーゲルス                                              | テュルキイェムスポル                                        | アイセルメールフォーゲルス |
| 2006-07   | アイセルメールフォーゲルス                                              | アルゴン                                                    | アルゴン                   |
| 2007-08   | リッセ                                                                  | ホーランディア                                              | リッセ                     |
| 2008-09   | ラインスブルフセ・ボーイズ                                              | WKE                                                         | WKE                        |
| 2009-10   | アイセルメールフォーゲルス                                              | ヘメルト                                                    | アイセルメールフォーゲルス |
| 2010-11   | ノールトヴァイク（A） GVVV（B） SVZW（C）                               | HBS（A） UNA（B） HSC'21（C）                               | 年間優勝決定戦なし         |
| 2011-12   | デ・ヨダン・ボーイズ（A） スヘーヴェニンゲン（B） DETO（C）             | ADO'20（A） ヘメルト（B） スネーク・ヴィト・ズヴァルト（C） | 年間優勝決定戦なし         |
| 2012-13   | テル・レーデ（A） エクセルシオール・マーススライス（B） ONS（C）        | レオニダス（A） UNA（B） ビー・クイック（C）                | 年間優勝決定戦なし         |
| 2013-14   | スパルタ・ナイケルク（A） フク（B） ヘネマイデン（C）                   | コーニンクレッカHFC（A） ロスマーレン（B） ヘルクレス（C）  | 年間優勝決定戦なし         |
| 2014-15   | SteDoCo（A） カトヴァイク（B） DVS'33（C）                              | マフレプ'90（A） TEC（B） スネーク・ヴィト・ズヴァルト（C） | 年間優勝決定戦なし         |
| 2015-16   | ODIN'59（A） クイック・ボーイズ（B） ハルケマーセ・ボーイズ（C）        | ヴェストランディア（A） ドンゲン（B） ユリアーナ'31（C）    | 年間優勝決定戦なし         |
| 2016-17   | スパイケニッセ（A） アッセル・クリステリケ・フトバルフェレニヒング（B） | ADO'20（A） ブラウ・ヘール'38（B）                          | 廃止                       |
| 2017-18   | ノールトヴァイク（A） エームダイク（B）                                 | SJC（A） OSS'20（B）                                        | 廃止                       |
| 2018-19   | テル・レーデ（A） エクセルシオール'31（B）                              | DEM（A） フルネ・ステル（B）                                | 廃止                       |
| 2019-20   | チャンピオンなし                                                        | チャンピオンなし                                            | 廃止                       |

注釈
1. ↑  2010-11シーズンについては、次年度からのトップクラッセへの発展解消に伴い、年間優勝決定戦は開催せず、土曜日・日曜日それぞれ3組に分けてリーグ戦を行った。この3チームはそのまま年間優勝とみなしたうえで、各組の上位3クラブずつ・9チームが次年度のエールステ・ディヴィジ昇格をかけたプレーオフをやはり曜日別に開催した（以降、年間優勝決定戦は行われることはなく、2016-17シーズンより廃止された）。
昇格の決定は、まず3チームずつ3組による1回総当たり（2試合）のリーグ戦を行い、そこでの1位、または2位の3クラブのうちで最も成績の良かったワイルドカードの1クラブを加えた4チームが一発勝負のトーナメントを行い、その結果、サタデー組はvvモントフォールト（オランダ語版）、サンデー組はWKE（オランダ語版）が優勝し、2010-11シーズンのエールステ・ディヴィジの下位2チームと自動入れ替えとした。（ただし当初エールステ・ディヴィジに加盟していたHFCハールレムが経営破綻し途中で出場辞退となったため、自動降格は最下位のFCオスだけだった）
2. ↑  オランダにおけるコロナウイルスの感染拡大（オランダ語版）の影響で、オランダサッカー協会がアマチュアレベルでの競技を再開しないことを決定したことによりリーグは打ち切りとなり、最終成績なしとなった。

### サタデーチャンピオン
| 回数 | クラブ |
| ---- | --- |
| 11   | アイセルメールフォーゲルス |
| 4    | ACV, クイック・ボーイズ, カトヴァイク |
| 3    | ノールトヴァイク |
| 2    | スパイケニッセ, DOSカンペン, ラインスブルフセ・ボーイズ, スヘーヴェニンゲン, リッセ, ハイゼン, テル・レーデ |
| 1    | DOVO, スパケンブルフ, ヘールヤンスダム, VVOG, ASWH, GVVV, SVZW, デ・ヨダン・ボーイズ, DETO, エクセルシオール・マーススライス, ONS, スパルタ・ナイケルク, フク, ヘネマイデン, SteDoCo, DVS'33, ODIN'59, ハルケマーセ・ボーイズ, エームダイク, エクセルシオール'31 |

### サンデーチャンピオン
| 回数 | クラブ |
| ---- | --- |
| 3    | ヘルドロプ, デ・トレフェルス, バロニ, HSC'21 |
| 2    | レーデン, RKCヴァールヴァイク, DHC, ホラント, テュルキイェムスポル, アルゴン, ヘメルト, UNA, ADO'20, スネーク・ヴィト・ズヴァルト |
| 1    | FCエメン, リンブルヒア, ホーヘフェーン, Rohdaラールテ, クセルクセス, SV TOP, RCH, STEVO, アヒレス1894, AGOVV, ホーランディア, WKE, HBS, レオニダス, ビー・クイック1887, コーニンクレッカHFC, OJC, ヘルクレス, マフレプ'90, TEC, ヴェストランディア, ドンゲン, ユリアーナ'31, ブラウ・ヘール'38, DEM, フルネ・ステル, OSS'20, SJC |

### 全国チャンピオン

#### クラブ別
| 回数 | クラブ |
| ---- | --- |
| 6    | アイセルメールフォーゲルス |
| 3    | カトヴァイク, ヘルドロプ |
| 2    | ハイゼン, クイック・ボーイズ, バロニ, デ・トレフェルス, ACV, RKCヴァールヴァイク                                                             |
| 1    | ASWH, AGOVV, HSC'21, スヘーヴェニンゲン, RCH, DOSカンペン, スパケンブルフ, Rohdaラールテ, ノールトヴァイク, スパイケニッセ, アルゴン, リッセ |

#### 曜日別
| 曜日     | 合計優勝数 | シーズン |
| -------- | ---------- | --- |
| サタデー | 21         | 1974-75, 1974-76, 1976-77, 1977-78, 1979-80, 1982-83, 1984-85, 1985-86, 1987-88, 1991-92, 1992-93, 1993-94, 1994-95, 1995-96, 1999-2000, 2002-03, 2003-04, 2004-05, 2005-06, 2007-08, 2009-10 |
| サンデー | 15         | 1978-79, 1980-81, 1981-82, 1983-84, 1986-87, 1988-89, 1989-90, 1990-91, 1996-97, 1997-98, 1998-99, 2000-01, 2001-02, 2006-07, 2008-09                                                         |

※2011-12シーズンは統一王者決定戦は開催されず、2016-17シーズンより廃止された。